# Rolf Seelmann-Eggebert
Werner Erhard Rolf Seelmann-Eggebert, CBE, (* 5. Februar 1937 in Berlin) ist ein deutscher Journalist des Norddeutschen Rundfunks. Seit Ende der 1970er Jahre bis zum Eintritt in den Ruhestand 2019 berichtete er in der ARD über den europäischen Adel.

## Leben

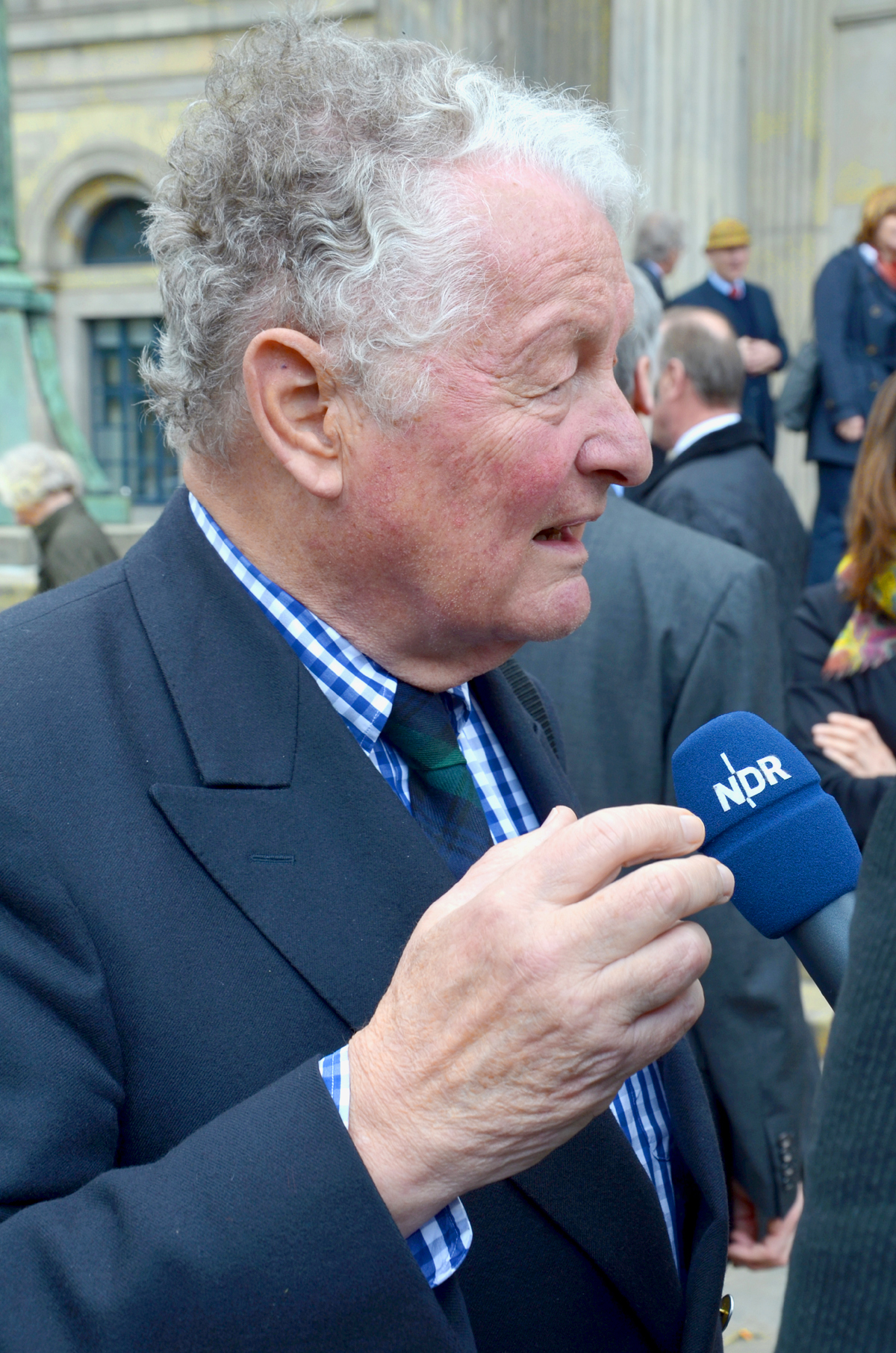
2014 vor dem Opernhaus in Hannover im NDR-Interview zur Niedersächsischen Landesausstellung „Als die Royals aus Hannover kamen“

Seelmann-Eggebert wurde als Sohn des Rechtsanwalts und Geheimen Justizrats Walther R. Seelmann-Eggebert geboren. Einer seiner Paten war Georg Moritz von Sachsen-Altenburg, ein Mandant seines Vaters. Nach dem Abitur 1956 am Kaiser-Wilhelm-Gymnasium in Hannover studierte Rolf Seelmann-Eggebert Soziologie, Völkerrecht und Ethnologie in Bristol, München, Hamburg, Hannover und Göttingen. Er beendete sein Studium mit dem Abschluss als Magister Artium.
Schon während der Schul- und Studienzeit war er Volontär und später freier Mitarbeiter beim damaligen Nordwestdeutschen Rundfunk (NWDR). Nach der Aufspaltung in Norddeutschen und Westdeutschen Rundfunk 1956 blieb er beim NDR als freier Mitarbeiter für Hörfunk und Fernsehen. Ab November 1964 leitete er dessen Reportageabteilung in Hannover, anschließend war er von 1968 bis 1971 ARD-Korrespondent für Westafrika für den Hörfunk in Abidjan (Elfenbeinküste) und von 1972 bis 1976 Fernsehkorrespondent für Afrika in Nairobi. Seit 1977 arbeitete er als Sonderkorrespondent in Hamburg, bevor er am 1. April 1978 ARD-Fernsehkorrespondent und Studioleiter in London wurde.

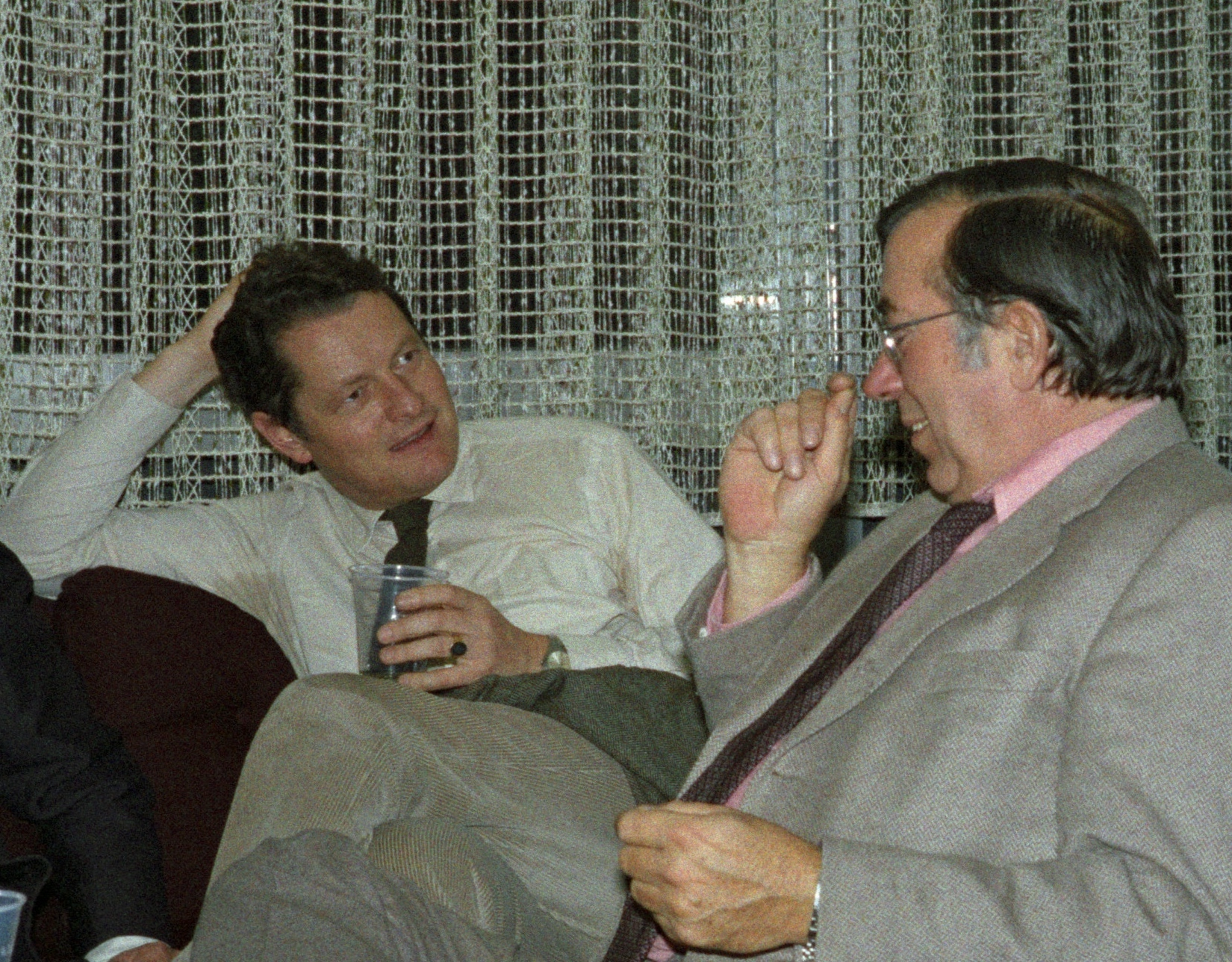
Rolf Seelmann-Eggebert (links) mit seinem Kollegen Günter Müggenburg

Dort trat Rolf Seelmann-Eggebert im selben Jahr erstmals als Adelsexperte auf, als er über den 30. Geburtstag von Charles, Prince of Wales berichtete. Ebenfalls aus London sendete er das Magazin Rund um Big Ben, das Neuigkeiten über das Vereinigte Königreich in Deutschland darbot.
Im Januar 1982 wurde er Programmdirektor des „III. Fernsehprogramms der Nordkette“ (heute NDR-Fernsehen) und übte diese Funktion bis Dezember 1989 aus. In dieser Zeit schuf Seelmann-Eggebert zusammen mit dem Regisseur István Bury von 1985 bis 1992 die elfteilige Reihe „Königshäuser“ über die europäischen Monarchen. Am 1. Januar 1990 ging er als Chefkorrespondent des NDR nach London und fungierte dort zudem von 1994 bis 1996 als Leiter des ARD-Studios.
Seelmann-Eggebert kommentierte von 1981 bis 2015 die Last Night of the Proms im NDR-Fernsehen, letztere auch im Hörfunk. Außerdem erläuterte er über 40 Jahre lang, ab dem silbernen Thronjubiläum Elisabeths II., von 1977 bis 2019, das Geschehen während der alljährlichen Liveübertragung von Trooping the Colour im Ersten, bis er in den Ruhestand trat. Die in den Jahren 2020 und 2021, aufgrund der weltweiten Corona-Pandemie in reduzierter Form, abgehaltenen Geburtstagsparaden auf Windsor Castle hatte die ARD nicht übertragen. Zur Geburtstagsparade 2022, die wieder in traditioneller Form im Herzen Londons stattfand, übernahm erstmals Leontine von Schmettow den Part Seelmann-Eggeberts bei der Live-Übertragung der ARD.
Neben seiner ehrenamtlichen Tätigkeit im Vorstand von UNICEF Deutschland ist er seit 2003 auch Kuratoriums-Vorsitzender des Kammerorchesters Hamburger Camerata.

## Dokumentarfilm-Miniserie
- Königshäuser: Porträts der europäischen Monarchen, 11-teilig
- Royalty – ein Jahr im englischen Königshaus: wurde mit der Goldenen Kamera ausgezeichnet
- Majesty: 5-teilig, über Elisabeth II. zu ihrem goldenen Thronjubiläum
- Das größte Musikfestival Schottlands (Edinburgh Military Tattoo), jährlich Ende August aus Edinburgh
- The Last Night of the Proms, jährlich Mitte September aus London
- Die Windsors – 100 turbulente Jahre: 3-teilig, Rückblick auf 100 Jahre Königshaus Windsor[8]

## Auszeichnungen

### Preise
- 1985: Goldener Gong für den Tag für Afrika, den Seelmann-Eggebert im Januar 1985 überall in der Bundesrepublik initiierte
- 1985: Goldene Kamera als Autor der Reihe Royalty
- 1992: Bambi
- 2011: Deutscher Fernsehpreis in der Kategorie Besondere Leistung
- 2017: Dr.-Carl-Linder-Preis[9]

### Staatliche Orden
| Offizier des Order of the British Empire (OBE), verliehen 1990.                              |
| Commander des Order of the British Empire (CBE), verliehen 1992.                             |
| Verdienstkreuz am Bande des Verdienstordens der Bundesrepublik Deutschland, verliehen 1985.  |
| Verdienstkreuz 1. Klasse des Verdienstordens der Bundesrepublik Deutschland, verliehen 2002. |

## Privates
Seelmann-Eggebert ist verheiratet, hat drei Kinder und ein Enkelkind. Er lebt im Wendland in Gülden.
Seelmann-Eggebert ist Mitglied im Stiftungsrat der Deutschen Stiftung Weltbevölkerung (DSW).